# Alfredo Intriago
Alfredo Stalin Intriago Ortega (4 dicembre 1970) è un ex arbitro di calcio ecuadoriano, internazionale dal 2004 al 2015.

## Carriera
Oltre ad essere un arbitro, è anche il presidente dell'associazione arbitri ecuadoriani. Il commissario tecnico della Colombia Eduardo Lara ha protestato a seguito dell'arbitraggio dell'ecuadoriano durante la partita contro la Bolivia, contestandogli l'eccessiva aggressività e rigore nella direzione della gara, accusando in seguito anche il cileno Pablo Pozo.